# Emerge
A ferramenta de linha de comando emerge é o cerne do sistema de gerenciamento de pacotes Portage. A ferramenta é escrita em Python. Ela é o utilitário mais importante para acessar as habilidades do Portage a partir da linha de comando.
O programa calcula e gerencia dependências, executa ebuilds e gerencia a árvore Portage local e bancos de dados de pacotes instalados. As configurações de compilação usadas pelos ebuilds podem ser mudadas através da variável de ambiente CFLAGS. Tal variável pode ser controlada pelo usuário de modo a refletir o computador do usuário e o seu desejo de otimização. A instalação de um ebuild é feita primeiro em uma Sandbox para só então ser efetivada no sistema.
As dependências de uma pacote e a maneira pela qual o pacote é instalado (incluindo as configurações de compilação, que em geral são parâmetros do script "configure") são controlada pelas variáveis USE.